# Успение Богородично (Палермо)
Вижте пояснителната страница за други значения на Успение Богородично.
Катедралата „Успение Богородично (на италиански: Basilica Cattedrale Metropolitana Primaziale della Santa Vergine Maria Assunta, позната като Duomo или Катедрала на Палермо) е катедрала в Архиепархия Палермо (Сицилия). 
Тя е мястото на съхранение на мощите на покровителката на града света Розалия и е център на изключително сицилианския култ към този светица, известен от XVII век. В периода XII-XVIII век е реконструирана няколко пъти, съчетава в себе си чертите на арабско-норманска архитектура, готически стил и класицизъм. Известна е с уникалните гробници на сицилианските крале и на германските императори, при управлението на които Сицилианското кралство достига апогея си. 
На 3 юли 2015 г. е вписана от ЮНЕСКО в списъка на обекти на световното и културно наследство .

## История

### Предистория (IV-XII век)
През IV век на мястото на сегашната катедрала е построена църква в чест на местния мъченик Мамилиан, разрушена впоследствие от вандалите. При византийците през 604 г. на същото място е построена нова църква в чест на Пресвета Богородица, осветена според местната легенда от папа Григорий Велики. През 831 г. Палермо е завладян от арабите, които превръщат църквата в джамия.
На 6 януари 1072 г. норманите начело с Робер Гискар и неговият по-малък брат Рожер превземат Палермо. В същия ден джамията е отново осветена в чест на Богородица и тук палермският архиепископ Никодим извършва първата литургия по гръцкия обред и благодарствен молебен в чест на победителите. Същата година катедралата е прехвърлена на латинското духовенство и архиепископ Никодим, служил по гръцкия обред, е изпратен в Мецомонреале. След като се премества в Палермо, Аделаида Савонска – майка на Рожер II и регентка в годините на неговото малолетие (не по-късно от 1112 г.) прави Катедралата на Палермо главна в норманска Сицилия. На 25 декември 1130 г. Рожер II е коронясан в катедралата като първи монарх на Сицилианското кралство. Тук по-късно са коронясани неговите наследници Вилхелм I Злият (4 април 1154 г.) и Вилхелм II Добрият (10 май 1166 г.). През 1154 г. той е погребан в катедралата.
От сградата на катедралата от VII-XII век до наше време са останали само криптата, по формата на която може да се съди за първоначалния строеж, и лявата от четирите колони на южния портик, върху която е издълбан цитат от Корана.

### Норманска катедрала от XII—XIII век (базилика на Гуалтеро)
През 1179 – 1186 г. на мястото на старата катедрала амбициозният и силен архиепископ на Палермо Гуалтеро Офамилио (по произход англичанин, Уолтър Мил) строи нова катедрала, която се превръща в център на новата архиепископия. Желанието му е да подчертае столичния статут на неговата епархия в противовес на кралската катедрала, разположена от Вилхелм II Добрия в Монреале. Тъй като възможностите на архиепископа значително отстъпват на възможностите на краля, базиликата на Гуалтеро значително отстъпва на своята конкурентка от Монреале по пищност на украсата.
Катедралата на Палермо представлява трикорабна базилика с три абсиди. През 1250 г. четирите ъгъла на катедралата са увенчани с изящни кули, а през 1260 г. към югоизточната част на катедралата е прикрепена сакристия.. За външния вид на базиликата на Гуалтеро може да се съди по източната част на съвременната катедрала, съхранила първоначалния си арабско-нормански вид – тесни стреловидни прозорци, многочислени заплетени фалшиви арки с изящни инкрустации, растителни орнаменти.
От същата тази епоха датират гробниците на императорите и сицилиански царе от династията Хоенщауфен – Хайнрих VI и Фридрих II, както и на техните съпрузи Констанс Норманска и Констанца Арагонска, намерили последно убежище в катедралата. В новата базилика от старата катедрала е пренесено и тялото на Рожер II. Тези саркофази са събрани в една от страничните капели по време на последните големи пристройки през XVIII век и са единствените следи от норманския период в интериора на катедралата.
В продължение на XII – XIII век в катедралата на Палермо се короноват всички крале на Сицилия, като се започне с Рожер II. Сред исторически значимите коронации трябва да се отбележат тези на:
- Танкред (януари 1190 г.), избран за крал след пресичане на мъжката линия на династия Отвили въпреки законните права на Констанция Норманска и нейния съпруг Хайнрих Хоенщауфен,
- Хайнрих VI (25 декември 1194 г.), първият крал на Сицилия от дом Хоенщауфен, свалил последният норманския крал Уилям III и скоро изтребил голяма част от норманските благородници,
- Федериго I (май 1198 г.), бъдещият император Фридрих II, превърнал Палермо в имперска столица,
- Манфред (10 август 1258 г.), противно на волята на папата, послужила за повод за кръстоносен поход на Карл Анжуйски срещу Сицилианското кралство и свалянето на династията Хоенщауфен[5],
- Педро III Арагонски (4 септември 1282 г.) – в резултат на Сицилианската вечерня става преминаване на Сицилия под властта на Арагонската корона, като това е началото на повече от век борба между Арагонците и Сицилинските Анжуйци за властта в Сицилия,
- Федериго II (25 март 1296) – отказ на Сицилия от изпълнението на одобрения от папата договор от Aнани, по който Сицилия е трябвало да бъде върната на Анжу-Сицилианската династия.

### Пристройки отXIV-XVIIвек
След Федериго II властта на кралете от Арагонската династия значително отслабва, те вече не контролират Палермо, който преминава под властта на феодалния дом Киарамонте. Овладяването на могъщите Киарамонте и връщането на Палермо под прекия контрол на централната власт успява само Мартин I Млади (1396 г.) с подкрепата на баща му – арагонският крал Мартин Стари (през 1409 г.), наследил сина си в Сицилия под името Мартин II. Така че връщането на Палермо под пряка власт на краля съвпада по време с пресичането на наследствената линия на сицилианските крале (1409 г.) и с прехода към власт над Сицилия директно от кралете на Арагон. През следващите три века Сицилия е част от арагонските, а след това от испанските владения и се управлява от вицекрале. Във връзка с това значението на катедралата на Палермо като столична катедрала спада, а от всички крале на Сицилия от Арагонския дом в катедралата на Палермо е погребан само Педро II.
През XIV-XVI век доизграждането на катедралата на Палермо продължава. През 1342 г. са завършени четирите ѝ ъглови кули , а през 1352 г. е създаден централен (западен) портал в готически стил. В периода 1426 – 1430 г. по проект на Антонио Гамбар е построен Южният портик на катедралата с три стрелковидни арки, издържани в стил Каталонска готика. В същото време над Южния портал на катедралата Гамбар поставя мозаечна икона на Богородица на трон. По-късно, отново през XV век, доближеният до южната фасада на катедралата площад на катедралата, по заповед на архиепископ Симоне да Болоня, е преместен при градина. По това време катедралата впечатлява своите най-известни светини: статуята на Madonna Libera Inferni (1469 г.) и мощите на света Розалия (1624 г.).
Развитието на църквата през XVI век е свързано със семейството сицилиански архитекти и скулптори Гаджини, по-специално с името на най-известния му представител Доменико Гаджини. През 1510 г. по проект на Антонело Гаджини олтарната част на църквата е украсена с мраморно ретабло със статуи на светци (загубено в резултат на реконструкцията на Фердинандо Фуга през XVIII век). През 1536 г. Винченцо Гаджини и Фабио Гаджини пристрояват към катедралата северния портик. През 1575 г. по проект на Винченцо Гаджини катедралният площад е ограден с мраморна балюстрада със статуи на светци. През 1685 г. в средата на площада е изграден фонтан, увенчан през 1744 г. със статуя на света Розалия, поразяваща чумата – дело на Винченцо Виталиано.

### Катедралата през XVIII век и реконструкцията на Фердинандо Фуга
През XVIII век в резултат на двете общоевропейски войни (за испанското и за полско наследство) Сицилианското кралство отново придобива независимост и катедралата на Палермо (за първи път от повече от три века) се превръща в място за две коронациии: тази на Виктор Амадей Савойски (24 декември 1713 г.) и на Карлос Бурбонски (юли 1734 г.). Съответно с новия статут на катедралата през 1781 г., по време на царстването на Фердинанд III, започва грандиозна реконструкция под ръководството на флорентинския архитект Фердинандо Фуга.
Завършилата през 1801 г., реконструкция значително промена облика на катедралата. Сградата е увенчана с класически купол, поместен над пресечната точка на осите на главия неф и трансепт, в резултат на което сградата е загубила характерния за норманските катедрали в Сицилия външен вид. Към страничните кораби са пристроени четиринадесет параклиса, в резултат на което сградата е нарасна напречно и не отговаря на класическия тип базилика. Новите северна и южна фасади на катедралата са получили редица мини-куполи, поставени над параклисите. По-рано оживяващият северната фасада портик – дело на Гаджини се оказва в резултат на присъединяването на допълнителните параклиси вграден в основната конструкция на катедралата.
Още по-големи промени претърпява интериорът на катедралата. Характерните за норманска Сицилия, резбованите дървени тавани са заменени с ниски сводове. Ретабло Гаджини е демонтирано, а неговите съставни части (главно статуи на светци) са разпределени в пространството на катедралата. Кралските и императорските саркофази са събрани в две съседни параклиса, което създава в катедралата специална „мемориална“ зона. Като цяло интериорът придобива характерния за Неокласицизма студен сдържан вид.
Реконструкцията на Фуга е последното, най-голямо и забележително преустройство на катедралата, така че през 1801 г. сградата получава изцяло модерен вид. Последният щрих в архитектурните решения на катедралата се полага през 1805 г. по проект на Емануеле Палацото на главната камбанария на катедралата.

## Екстериор
В резултат на многократни пристройки и реконструкции на катедралата, продължили седем века, сградата на църквата е придобила причудлив еклектичен вид. Характерните особености на различни епохи и архитектурни стилове са насложени един върху друг. Въпреки това във външния вид на катедралата се открояват ярко изразени арабско-нормански (особено източната част), готически (западната фасада и южния портици), както и неокласически черти (купол).

### Западна фасада и камбанария
Строгата масивна долната част на камбанарията (приблизително на височина на основната част на църквата) се отнася към норманския период. Както повечето църковни сгради от тази епоха камбанарията по-скоро прилича на укрепление. През пролетта на 1168 г. в камбанарията на катедралата е обсаден от своите врагове Стефан дю Перш, архиепископ на Палермо и канцлер на кралицата-регент Маргарита Наварска.
Горната част на камбанарията е значително преустроена в началото на XIX век от арх. Емануеле Палацото в неоготически стил. По този начин стилово камбанарията е свързана със западната готическа фасада на катедралата. В резултат на това съвременната камбанария на катедралата се състои от две напълно несъответни части: долна масивна норманска основа и лека неоготическа кула. Камбанарията, която е основна доминанта на историческия Палермо, е увенчана през 1954 г. със статуя на Мадона дела Конко-д'Оро – дело на скулптора Нино Джерачи.
Западният портал на катедралата е построен през 1352 г. в готически стил, обрамчен с две малки кули-камбанарии, построени между 1250 и 1342 г. Кулите са украсени с фина скулптурни фризове, напомнящи на ислямски абстрактни и растителни мотиви. Четири нива на кулите са украсени с типично арабско-нормански арки и прозорци-бифориии (т.е. прозорци, разделени на половина вертикално чрез тясна колона).
Западен портал на катедралата има първоначално дървени крила, но през 1961 г. те са заменени от бронзови, дело на Филипо Сгарлата. В табернакъла над портала поставена ценна статуя на Мадона от XV век.
На север от западния вход на църквата се намира отделно стоящата Лоджия на коронацията (на италиански: Loggia dell'Incoronazione). Тематично Лоджията, макар и пространствено отделена от катедралата със страничен проход, е тясно свързана с основната сграда. В тази лоджия се показвали на народа отново венчаните за царството сицилиански монарси.

### Южна и северна фасади
Южната фасада, която излиза на просторен площад Пиаца Дуомо, напълно въплъщава в себе си цялата сложна еклектична архитектура на сградата.
Дясната (югоизточна) част носи в себе си многочислените черти на арабско-норманския стил: мотив от фалшиви арки (трансепт, сакристия, външна стена на главен неф), сложен рисунък от шипове по корниза, тесни прозорци-бойници.
- Богородица на трон – мозайка над южния портал
- Коронация на Виктор Амадей Савойски – барелеф в южния портик
- Коронация Карла Бурбонски – барелеф южния портик

Северната фасада въплъщава в себе си цялата сложност на строителната история на сградата. Също както и при южната част на Фердинандо Фуга измества напред северната стена на катедралата, пристроявайки седем странични параклиси с мини-куполи. При това първоначалнопристроеният от Винченцо и Фабио Гаджини северен портик (1536 г.) е вграден в общата маса на катедралата и загубва първоначалното си предназначение.

### Източна (арабско-норманска) фасада
Източната част на катедралата в значителна степен е съхранила своя арабско-нормански вид. Трите апсиди на катедралата са богато украсени с типични за арабско-норманската архитектура лъжливи арки, абстрактни инкрустации, лава и туфи, зъбци и растителни орнаменти. Две кули-камбанарии, обрамчващи източната фасада на катедралата, се явяват сдвоени с кулите на западната фасада. По такъв начин четирите еднакви кули по ъглите на катедралата свързват изграденото по оста „запад-изток“ здание на катедралата в единно цело.
Пристроената през 1260 г. в югоизточния ъгъл на катедралата сакристия е щателно издържана в арабско-нормански стил.

## Интериор
Окончателният си вид интериорът на катедралата, придобива през 1801 г. в резултат на реконструкция на Фердинандо Фуга. Първоначалният базиликален план на катедралата е променен: странични нефове са разширени, към тях са пристроени странични параклиса (по седем от северната и южната страна), мозайките от норманския период и ретабло „Гаджини“ са ликвидирани, дървените резбовани тавани са заменени с каменен свод, на кръста на главния неф и трансепта е издигнат купол. В резултат на това интериорът на катедралата придобива сдържана и дори хладна неокласическа хармония.
В лявата апсида се намира параклисът на Светите Тайни с ценен олтар от лазурит, а в дясната – параклисът на света Розалия – покровителката на Палермо. От четиринадесетте пристроени от Фуга странични параклиси се открояват тези в южната част на катедралата: капелата на Реликвите, както и два, разположени вдясно от западните врати, в които са събрани кралските гробници.

### Реликви на катедралата

#### Madonna Libera Inferni
Статуя на Богородица с Младенеца, наречена Madonna Libera Inferni (буквално, „Мадона, избавящата от Ада“), се намира в една от страничните параклиси на северния (ляв) неф. Тази статуя от 1469 г. е дело на Франческо Лаурана и първоначално е предназначена за църква „Монте Сан Джулиано“ в Трапани. Противно на желанията на дарителите статуята е поставена в катедралата на Палермо, където се превръща в обект на възторжено почитане. През 1576 г. папа Григорий XIII решава, че заупокойна литургия, извършена в олтара, осветена в чест на този образ, може да служи като едно от условията за получаване на индулгенции. Благодарение на това статуята придобива сегашното си наименование (макар и не съвсем стриктно от теологична гледна точка, тъй като индулгенцията не се отнася до мъчениците от Ада, а само за тези временно пребиваващи в Чистилището).

#### Параклис на реликвите
След реконструкция на Фердинандо Фуга голяма част от реликвите на катедралата са събрани в специални странични параклиси в южния кораб на катедралата. Сред реликвите са мощите или частица от мощите на мъчениците Агата, Кристина, Нинфа и Олива, до XVII век почитани като покровителници на града, както и част от мощите на равноапостолката Мария Магдалена. Достъпът до параклиса е затворен с масивна решетка, като мощите се изваждат за поклонение на вярващите в определени от местните обичаи дни.

#### Параклис на света Розалия
Най-известната и почитана реликва на катедралата са мощите на Света Розалия – покровителка на Палермо и цяла Сицилия. Историята на тази светица, живяла през XII век, има легендарен характер, а първото писмено споменаване за нея се отнася до 1590 г. Местната традиция сочи, че Розалия е представителка на знатен нормански род, намиращ в родство с Отвилите (понякога се твърди, че тя е племенница или внучка на Вилхелм II Добрия, въпреки че това изглежда напълно невероятно)и че се е отказала от света и е прекарала живота си в строг аскетизъм в пещера на Монте Пелегрино (планина над Палермо).
Гробът на отшелницата остава неизвестен в продължение на следващите четири века. През 1624 г. по време на чумната епидемията Розалия, според местно предание, се появява първо пред болна жена, а след това пред ловец, и им открива мястото на гроба си, и дава указания за пренасянето на своите мощи в Палермо. Преместването на намерените на посоченото място мощи от Монте Пелегрино в Палермо е извършено на 15 юли 1624 г., след което епидемия изчезва. През 1630 г. св. Розалия е канонизирана от папа Урбан VIII, а през 1635 г. нейните мощи са поставени в масивен сребърен реликварий, направен от Мариано Смерилио.
Раклата с мощите на света Розалия се намира зад олтара в южната (вдясно) апсида на катедралата. Първоначално достъпът до параклиса е преграден от масивни бронзови врати, но в днешно време те са постоянно отворени. Статуята увенчава раклата и зад олтарния образ изобразява светицата като младо момиче с венец от рози. Тези образи са в голяма степен условни, тъй като не е запазена информация за външния вид на светицата. Стените на параклиса са украсени с множество произведения, донесени от благодарни вярващи.
Всяка година на 15 юли катедралата става център на грандиозен празник, посветен на света Розалия. Накрая мошехранилницата с мощите на светицата се изнася в средата на храма за поклонение на вярващите, а вечерта на празничния ден реликварият се понася на кръстен ход по главните улици на Палермо. На близкия площад „Пиаца Вилиена“ (Куатро Канти) процесията се пресреща от градските власти на Палермо, преподнасящи свят венец от рози. Тази символична среща на градоначалниците със своята покровителка минава под възклицанията „Да живее Палермо! Да живее Св. Розалия! (на итал. Viva Palermo! Viva Santa Rosalia!)
Започвайки от XVII век, света Розалия заедно със света Агата, патрон на Катания, и света Лукия, патрон на Сиракуза, се почита като покровителка на цяла Сицилия. Това прави катедралата на Палермо център за поклонение както на сицилианците, така и на многобройните емигранти от сицилиански произход.

### Кралски и императорски гробници
Катедралата на Палермо освен със своите реликви е известна с уникалния си комплекс от кралски и императорски саркофази от XII-XIV век. След ремонта на Фуга саркофазите са събрани в първите два параклиса вдясно от основната западна порта на катедралата. Тук са погребани следните короновани особи:
- Рожер II (1095 – 1154) – първият крал на Кралство Сицилия (1130-1154 години),
- Констанс Норманска (1154 – 1198) – най-малката дъщеря на Рожер II, кралица на Сицилия от 1194 г., императрица на Свещената Римска империя, кралица на Германия и Италия след брака си с Хайнрих VI
- Хайнрих VI (1165 – 1197) – император на Свещената Римска империя (1191 г.), крал на Германия (1190 г.), Италия (с 1186 г.) и Сицилианско кралство (с 1194 г.);
- Фридрих II (1194 – 1250) – император на Свещената Римска империя (1220 г.), крал на Сицилия (1197 г.) и на Йерусалим (1225 г.);
- Констанс Арагонска (1179 – 1222) – дъщеря на арагонски крал Алфонсо II, първата жена на Фридрих II, императрица на Свещената Римска империя и кралицата на Сицилия;
— Вилхелм (Гулиелмо) Арагонски (1312 – 1338) – един от братята на Педро II, номинален херцог на Атина и Неопатрия (1317 г.).
Гробниците на Рожер II, Констанция Норманска, Хайнрих VI и Фридрих II представляват порфирни саркофази под балдахини. Тези гробници са уникални за средновековна Италия, както по използвания материал, така и по качеството и начина на изпълнение. Навеси и поддържащи ги колони имат гробниците на Хайнрих VI и Фридрих II също са изработени от порфир, а тези на Рожер II и Констанция Норманска – от бял мрамор и са покрити със златни мозайки.
Историята на тези гробове не е проста. Рожер II в своето завещание сочи място на погребението си в катедралата на Чефалу, където преди време, през 1145 г. са поставени два масивни порфирни саркофага, богато украсени с резба. Въпреки това след смъртта на Рожер II неговият наследник взема решение да погребе баща си в столичната катедрала, а не в областната на Чефалу. Изготвеният за Рожер II палермински саркофаг е значително по-прост от този в Чефалу. Единствената му украса е опората от бял мрамор във формата на коленичили момчета.
След внезапната смърт на Хайнрих VI вдовицата му Констанция поръчва за починалия си съпруг надгробен камък по модел на намиращия се в Чефалу, но направеният набързо през 1197 г., саркофаг не е единен, а съставен от четиринадесет отделни присъединени части. Най-накрая – през 1215 г. синът на Хайнрих VI и Констанция – Фридрих II нарежда да се превозят от Чефалу в Палермо останалите празни саркофази от 1145 г. В единия от тях той полага останките на баща си, а в другия завещава да бъде погребана самият той (последното е изпълнено през 1250 г.). В „освободената“ при това разместване гробница от 1197 г. е поставено тялото на майката на Фридрих II. В заключение на тези размествания след внезапната смърт на крал Педро II тялото му е поставено в саркофага на Фридрих II, така че останките на Фридрих II и неговия праправнук са погребани в един саркофаг. При отварянето на саркофага на Фридрих II през XIX век се оказва, че освен на Фридрих II и Педро II, тук са положени костите и на трето лице – жена, като принадлежността на тези останки остава неизяснено все още.
- Гробница на Констанс Арагонска
- Тиара на Констанс Арагонска
- Гробница на Вилхелм, херцог на Атина

## Крипта
Криптата на катедралата е изградена на мястото на раннохристиянската църква „Св. Мамилиан“ (IV век). В работещ вид крипта е запазила непроменена структурата на храма на място, на което Гуалтеро Офамилио (Уолтър Мил) започва през 1179 г. строителството на сегашната катедрала.
Криптата има два напречни по отношение на главния неф на катедралата кораба, разделени с гранитни колони и седем апсиди с кръстов свод. Един от нефовете на криптата частично е зает от масивната основа на централната апсида на катедралата. В криптата в саркофази от Античната и Византийската епоха се намират 23 погребани духовни особи (основно архиепископи на Палермо) и военачалници. Исторически интерес представляват гробовете на Никодим (умрял през 1072 г.) – последният гръцки архиепископ на Палермо, и на Уолтър Мил, основател на сегашната катедрала.

## Събития на новото време
През 1859 г. революционерът Джузепе Гарибалди, намирайки се на остров Сицилия на празника на св. Розалия, участва в този празник: той седи на висок трон в катедралата в образа на „кралския защитник на вярата и църквата“, а след това участва в традиционната религиозна церемония, в която се потвърждава властта на папата над Сицилия.

## В науката
През 1795 г. италианският астроном Джузепе Пиаци – основател на обсерваторията в Палермо използва с разрешение на архиепископа катедралата като обсерватория. Впоследствие обсерваторията е изнесена в кулата на Света Нинфа в Нормандския дворец.

## В областта на културата
- В края на своя престой в Палермо Йохан Волфганг фон Гьоте посещава Главната църква и нейните забележителности, за които пише в „Пътуване в Италия“ през 1787 г. (на немски: Italienische Reise)[11].
- Оскар Уайлд в едно от своите писма (16 април 1900 г.) описва катедралата и я споменава на свой добър приятел – млад семинарист, живеещ до нея.
- На премиерата на операта на Джакомо Майербера „Робер дяволът“ (за легендата за Робер Дявола, вероятно херцог Робер II Нормандски) през 1831 г. декорацията в една от сцените представлява интериора на катедралата, защото Пета сцена от пиесата се случва именно в тази катедрала въпреки несъответствието с дати от живота на реалния херцог.[12].